# Allianz Subalpina
Allianz Subalpina è stata una compagnia assicuratrice operante su tutti i rami nel mercato italiano a partire dal 1928. È stata una delle prime trenta compagnie italiane avendo raggiunto quasi un milione di clienti. Dal 2007 Allianz Subalpina è diventata una divisione di Allianz S.p.A. e continua ad operare in tutti i rami assicurativi attraverso l'utilizzo di una rete di agenzie con il proprio nome. 	

## Storia dell'azienda
Nel 1928 viene fondata a Torino l'Unione Subalpina di Assicurazioni. 	
Nel 1962 l'Unione Subalpina di Assicurazioni entra a far parte del gruppo RAS che ne acquisisce il controllo totalitario.	
Nel 1995, a fronte di una ristrutturazione societaria, il Consiglio di amministrazione delibera l'incorporazione di Allianz Pace di Milano, una società assicuratrice attiva nel ramo Vita e Danni. A fronte di questa operazione la ragione sociale viene cambiata in Allianz Subalpina. 	
Nel 2001 RAS acquisisce il controllo totalitario di Allianz Subalpina (in precedenza Allianz deteneva direttamente azioni per il 21,81% del capitale sociale).	
Il 1º ottobre 2007 Allianz ha dato il via ad una riorganizzazione che ha portato la nascita di Allianz S.p.A., filiale italiana che ha conglobato in tre divisioni le preesistenti RAS, Lloyd Adriatico e la stessa Allianz Subalpina (i cui marchi sono stati tuttavia mantenuti in uso).